# Brian Faulkner
Arthur Brian Deane Faulkner, später Baron Faulkner of Downpatrick (* 18. Februar 1921 in Helen’s Bay, County Down, Nordirland; † 3. März 1977 in der Nähe von Saintfield, County Down, Nordirland), war ein nordirischer Politiker und der sechste sowie letzte Premierminister Nordirlands.

## Hintergrund
Faulkner, der Ältere von zwei Brüdern, besuchte zunächst eine Schule in Nordirland, wurde aber im Alter von 14 Jahren auf das anglikanische St Columba’s College in Rathfarnham bei Dublin (im damaligen Irischen Freistaat) geschickt. Sein bester Freund dort war der spätere irische Politiker Michael Yeats, der Sohn des Dichters William Butler Yeats.
Faulkner studierte ab 1939 Rechtswissenschaft an der Queen’s University of Belfast, gab das Studium aber zu Beginn des Zweiten Weltkriegs auf, um in der elterlichen Hemdenfabrik zu arbeiten.

## Frühes politisches Wirken
Faulkner engagierte sich als erster seiner Familie für den Verbleib Nordirlands bei Großbritannien. 1949 wurde er als Kandidat der Ulster Unionist Party (UUP) für den Wahlkreis East Down in das Parlament von Nordirland gewählt. Sein lautstarkes Herangehen an die Politik bescherte ihm eine herausragende Position als Hinterbänkler. Zu diesem Zeitpunkt war er der jüngste Abgeordnete im Parlament.
1956 wurde Faulkner der Posten des parlamentarischen Staatssekretärs im Finanzministerium angeboten, der auch gleichzeitig als Chief Whip fungierte.

## Ministerposten
Faulkner wurde 1959 zum nordirischen Innenminister ernannt. Er konnte sich durch sein Vorgehen gegen die IRA während der Border Campaign besonders beim rechten Flügel der Ulster Unionisten einen Namen machen.
Als Terence O’Neill 1963 Premierminister wurde, bot ihm dieser den Posten als Handelsminister an, obwohl Faulkner und O’Neill Rivalen um das Amt des Premierministers waren. Faulkner nahm das Angebot an und war bis zu seinem Rücktritt in dieser Funktion erfolgreich. Auch die nationalistische Opposition erkannte dies an.
Sein Rücktritt war verbunden mit einem Disput über die Frage des „Wie und Wann“ von Reformen, welche die in Großbritannien regierende Labour Party durchsetzen wollte. Schließlich bedeutete dieser Streit auch das Ende der politischen Karriere von Terence O’Neill, der wegen des schlechten Abschneidens bei den nordirischen Parlamentswahlen im April 1969 vom Amt des Premierministers zurücktrat. In der darauf folgenden Kampfabstimmung war Faulkner erneut der Erfolg verwehrt, da O’Neill seine Stimme zu Gunsten seines Cousins James Chichester-Clark abgab. 1970 wurde Faulkner zum Father of the House.
In einer politischen Kehrtwende kam Faulkner als Entwicklungsminister zurück in das Kabinett, um genau die Reformen umzusetzen, die der Hauptgrund für seinen Rückzug aus O’Neills Regierung gewesen waren. Chichester-Clark trat 1971 zurück.

## Premierminister

### Anfang
Faulkner erreichte schließlich sein politisches Ziel, als er im März 1971 zum Vorsitzenden der UUP und anschließend zum Premierminister von Nordirland gewählt wurde. Seine einjährige Amtszeit war für ihn und die 50-jährige Regierungszeit der UUP ein Desaster. Sein innovativer Ansatz war, dem Nicht-Unionisten und ehemaligen NILP-Abgeordneten David Bleakley einen Kabinettsposten (Community Relations) zu geben.
Im Juni 1971 schlug er die Einrichtung dreier neuer parlamentarischer Komitees vor. Dabei sollte in zwei Komitees die Opposition den Vorsitz erhalten.

### Die ersten Schwierigkeiten
Diese Initiative, die für die damalige Zeit radikal war, wurde jedoch von den Ereignissen eingeholt. Die Erschießung zweier nationalistischer Jugendlicher durch Angehörige der britischen Streitkräfte in Derry veranlasste die Social Democratic and Labour Party (SDLP), das Parlament zu boykottieren.
Das politische Klima verschlechterte sich weiter, als Faulkner am 9. August 1971 eine Politik der Internierung einführte. Statt die Situation zu beruhigen, wurde sie dadurch erheblich verschlechtert. Trotz dieser Maßnahme verfolgte Faulkner weiter seine Politik und berief nach dem Rücktritt von Bleakley den prominenten katholischen Politiker Gerard Newe ins Kabinett.
Faulkner beharrte jedoch weiterhin darauf, dass die Sicherheit der Bevölkerung sein Hauptaugenmerk sei. Im Januar 1972 kam es bei einem Protestmarsch gegen die Internierungen zu einem Massaker, bei dem britische Fallschirmjäger dreizehn unbewaffnete Demonstranten erschossen. Was in die Geschichte als Bloody Sunday einging, war das Ende der Regierung Faulkner. Im März 1972 weigerte sich Faulkner, eine Regierung ohne Regierungsgewalt aufrechtzuerhalten. Die britische Regierung hatte beschlossen, diese nach London zurückzuholen. Daraufhin wurde das Parlament Nordirlands aufgelöst und Nordirland wurde ab dem 24. März von London aus durch einen Nordirland-Minister (direct rule) regiert.
Unmittelbar nach der Auflösung des Parlaments versuchte Faulkner zusammen mit der Vanguard Progressive Unionist Party, mit Aktionen gegen die Maßnahme der direct rule anzukämpfen.

### Chief Minister
Auf Grundlage einer Verordnung der britischen Regierung wurden im Juni 1973 Wahlen zur neu gegründeten Northern Ireland Assembly nach dem Verfahren der Übertragbaren Einzelstimmgebung durchgeführt. Ziel war es, dem nationalistischen Bevölkerungsanteil eine stärkere Vertretung im Parlament zu geben. Die UUP wurde durch die Wahlen in zwei Lager geteilt. Eine große Minderheit lehnte jegliche Beteiligung oder Zusammenarbeit mit den Nationalisten ab. Faulkner wurde schließlich in einer Koalition aus UUP, SDLP und Alliance Party of Northern Ireland zum Chief Minister der Northern Ireland Executive gewählt. Diese Regierung schloss am 9. Dezember 1973 das Abkommen von Sunningdale (Sunningdale Agreement) ab, welche weitreichende Beteiligung des katholischen Bevölkerungsteils sowie eine Kooperation mit der Republik Irland im Council of Ireland vorsah.
Viele in der UUP hatten den Eindruck, dass Faulkner zu viele Konzessionen gemacht habe. Insbesondere die Zusammenarbeit mit der Republik Irland wurde von vielen Mitgliedern kategorisch abgelehnt. Schließlich setzten sich 1974 in der UUP die Gegner des Sunningdale-Abkommens durch. Faulkner wurde als Vorsitzender der UUP abgewählt und von Harry West ersetzt. Faulkner verließ die UUP und gründete die Unionist Party of Northern Ireland (UPNI).
Die Koalition bestand nur sechs Monate. Sie zerbrach im Mai 1974 an einem Streik der unionistischen Arbeiterbewegung (Ulster Workers Council Strike). Loyalistische, paramilitärische Organisationen schüchterten Fabrikarbeiter ein und errichteten Straßensperren. Der Streik wurde stillschweigend von vielen Unionisten unterstützt. Bei den Wahlen zur Northern Ireland Constitutional Convention gewann Faulkners Partei 1975 nur fünf der 78 möglichen Sitze, so dass er sich 1976 entschied, der Politik den Rücken zu kehren.
Am 7. Februar 1977 wurde Faulkner in den Adelsstand zum Peer erhoben und erhielt den Titel Baron Faulkner of Downpatrick.

## Persönliches
Faulkner heiratete 1951 Lucy Forsythe, Sekretärin des damaligen Premierministers Basil Brooke, die er über das gemeinsame Hobby der Jagd kennengelernt hatte. Sie hatten zwei Söhne und eine Tochter. Die Faulkners lebten in einem stark befestigten Landhaus in der Nähe von Seaforde.
Faulkner, selbst ein begeisterter Jäger, starb bei einem Reitunfall während der Fuchsjagd im Alter von 56 Jahren am 3. März 1977 in der Nähe von Saintfield, County Down. Seine 24-tägige Zeit im Adelsstand wird als die zweit kürzeste der britischen Geschichte angesehen.